# Muchtolovo
Muchtolovo (in russo Мухто́лово?; anche traslitterata come Muhtolovo) è un insediamento di tipo urbano della Russia europea centrale, situata nella oblast' di Nižnij Novgorod; appartiene amministrativamente al rajon Ardatovskij.